# Mchemo
Mchemo ist ein Verwaltungsbezirk (englisch Ward) des Distrikts Newala in der tansanischen Region Mtwara.

## Geografie
Mchemo liegt im Südosten von Tansania etwa 100 Kilometer Luftlinie südwestlich der Distrikthauptstadt Mtwara. Der Bezirk grenzt im Norden und Nordosten an Muungano, im Südosten an Mtunguru, im Süden an Mdimba Mpelempele und im Westen an Mpwapwa. Bei der Volkszählung 2022 lebten 6631 Menschen in 2044 Haushalten auf einer Fläche von 50 Quadratkilometern.

## Gliederung
Der Bezirk besteht aus sechs Gemeinden (Mtaa) mit 14 Orten (Kitongoji):
| Mchemo A - Namaputu - Mchemo | Mkupete - Tujenge - Jaribio | Lengo - Chikwaya - Mdimba - Chihwindi - Pachanne | Mchedebwa - Misufini - Usalama | Chiule - Mkamba - Mkumba | Mchemo B - Dodoma - Mchemo |

## Infrastruktur
- Bildung: Die einzige weiterführende Schule des Bezirks ist die Lengo Secondary School.[8] Sie ist eine öffentliche Tagesschule, die Jugendliche bis zur 4. Stufe ausbildet.[9]
- Gesundheit: In der Gemeinde Mchemo A befindet sich ein staatliches Distriktkrankenhaus.[10] Außerdem gibt es eine staatliche Apotheke in Lengo.[11]